# Bikupans ande
Bikupans ande (originaltitel: El espíritu de la colmena), är en spansk dramafilm från 1973, regisserad av Víctor Erice. Filmen hade Sverigepremiär på TV den 1 december 1975.

## Handling
Filmen handlar om en känslig sjuårig tjej, Ana, som bor i en liten spansk by på 1940-talet. Ana som har blivit traumatiserad efter ha sett den amerikanska skräckfilmen Frankenstein försvinner bort i sin egen fantasivärld.

## Om filmen
Filmen vann pris på Chicago International Film Festival och på Filmfestivalen i San Sebastián. 